# Коломбо (телесериал)
«Коло́мбо» (англ. Columbo; в другом переводе «Меня зовут Коломбо») — американский детективный телесериал, созданный Ричардом Левинсоном и Уильямом Линком. Пробная серия вышла в эфир в 1968 году; регулярно снимался в 1971—1978 годах (44 эпизода из 69), и после перерыва в 1989—2003 годах.
В главной роли лейтенанта Коломбо, детектива отдела по расследованию убийств лос-анджелесской полиции, бессменно снимался актёр Питер Фальк.

## Идея сериала

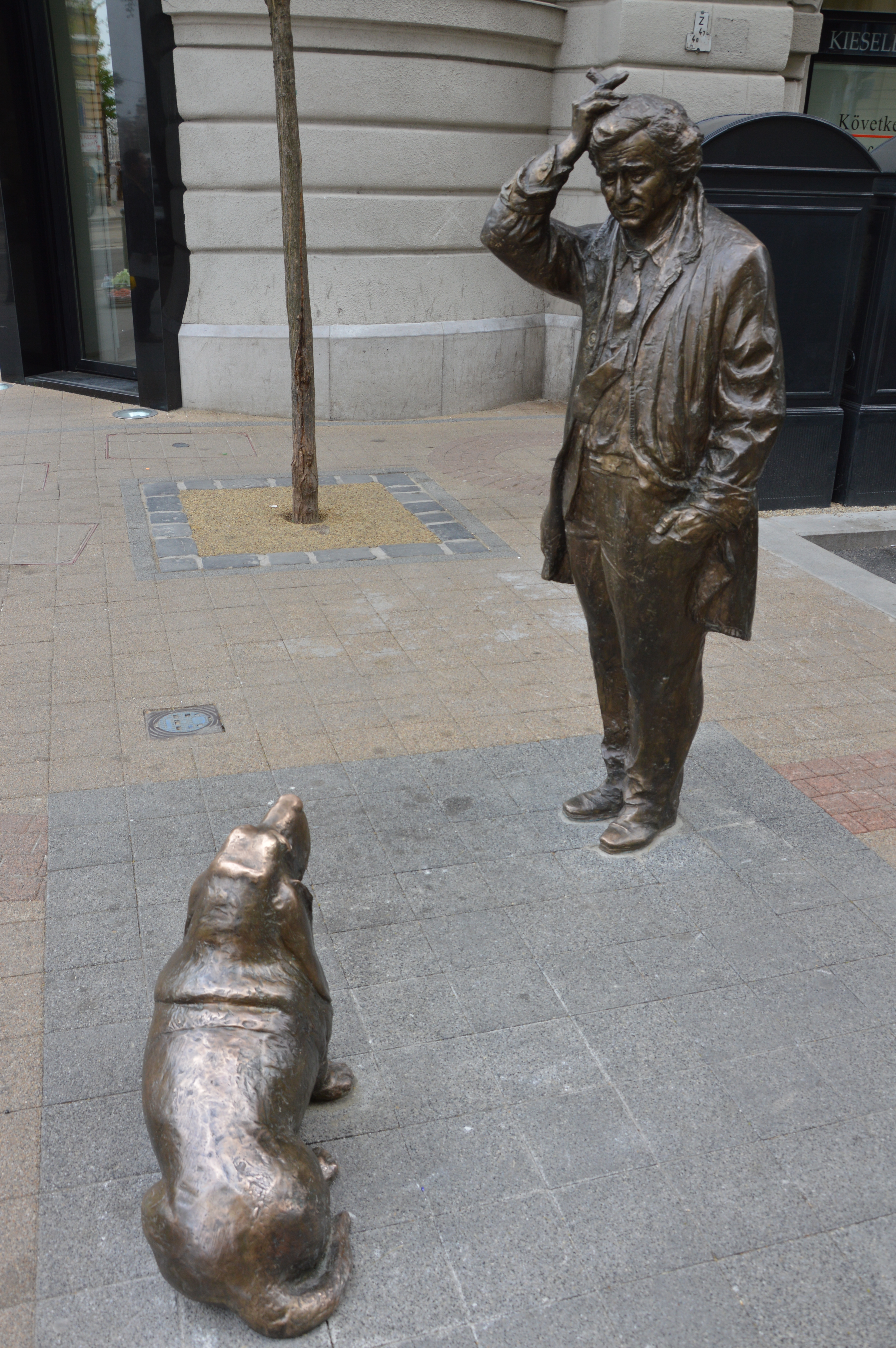
Изваяние Питера Фалька в образе Коломбо вместе с его собакой. Будапешт

Главный действующий герой сериала, лейтенант Коломбо из отдела по расследованию убийств полиции Лос-Анджелеса, имел очень необычный для своего времени образ полицейского-детектива. В отличие от распространённых в то время брутальных или высокоинтеллектуальных героев-детективов, Коломбо имел заурядную и даже несколько неопрятную внешность, очень простые, хотя всегда вежливые манеры, и в целом выглядел человеком скорее рабочей профессии, чем высококлассным сыщиком. Этот образ, по признанию авторов сериала, был навеян образом детектива Альфреда Фише из выдержанного в хичкоковском духе саспенса «Дьяволицы» («Les Diaboliques», 1954, Франция). Образ Коломбо оказался крайне удачен и сразу привлёк внимание зрителей.
Другая особенность «Коломбо» заключалась в том, что сериал был построен по нестандартной для того времени схеме перевёрнутого детектива: зритель с самого начала знал, кто убийца, как и почему совершено преступление, и каким образом преступник пытается скрыть следы. Главной интригой становилось лишь то, как Коломбо удастся его разоблачить. Как правило, убийца в сериале готовит преступление очень тщательно и продуманно, веря в совершение «идеального преступления». Это превращает каждую серию в некую интеллектуальную дуэль, позволяет рассматривать историю не только с точки зрения следователя, как это обычно бывает в классических детективах, но также и преступника.
Преступниками в сериале почти исключительно являются умные, респектабельные и влиятельные люди, представители престижных профессий и высшего света: преуспевающие адвокаты и врачи, архитекторы, бизнесмены, политики, генералы, модные писатели, шоумены. Коломбо в своём скромном мятом плаще, на старой, постоянно ломающейся машине, с неизменной дешёвой сигарой, резко контрастирует со своими холёными противниками в дорогих костюмах. Он кажется не очень умным, болтливым простаком с неловкими манерами и неуклюжей походкой, и сам старательно поддерживает этот образ. Однако за этим образом скрывается острый ум, наблюдательность, упорство и глубокое знание психологии. Почти всегда Коломбо по незаметным, казалось бы, деталям, с первой встречи определяет, кто убийца, и после этого вцепляется в преступника мёртвой хваткой. Метод расследования Коломбо — обращать внимание на малейшие несовпадения обстоятельств и докапываться до любой мельчайшей детали, пока все факты не образуют стройную версию преступления.
Коломбо всегда задаёт подозреваемому много вопросов, «крутится» вокруг него, порой заставая его в самых неожиданных местах. Коломбо любит рассказывать подозреваемому о ходе следствия, обо всех своих соображениях и сомнениях, внимательно выслушивает объяснения убийцы и поначалу охотно соглашается с ними. Коломбо также любит предлагать подозреваемому самому объяснить несоответствие деталей преступления, в порядке, так сказать, помощи полиции. Своей болтливостью Коломбо может навеять подозреваемому ложное ощущение безопасности. Но в итоге всегда оказывается, что лейтенант ни слова не сказал без точного психологического расчёта, заставляя убийцу совершить ошибку и выдать себя. Обозреватель Variety Говард Праути как-то написал: «Удовольствием было наблюдать, как Коломбо делает вид, будто верит в чертовски изощрённые рассказы этих подлых крыс, которые думают перехитрить его». Но, хотя многие преступники в сериале называют Коломбо чрезвычайно назойливым типом, он всегда сохраняет безупречную вежливость в общении с ними, восхищается их профессиональными успехами, отдаёт должное их уму и личным качествам. Некоторым из своих противников он даже сочувствует и симпатизирует.
Для пользы расследования Коломбо не стесняется, если считает нужным, производить масштабные и экстравагантные действия. Он готов разрушить дорогостоящий фундамент строящегося небоскрёба в поисках тела убитого (серия «План убийства»), устроить фиктивные похороны собственной жены («Загадка миссис Коломбо»), накормить преступника роскошным обедом за свой счёт («Старый портвейн»), рискнуть карьерой, вмешавшись во внутренний конфликт в иностранном консульстве («Восток — дело тонкое») или самому выступить в роли жертвы-приманки, не считаясь с риском для жизни («Загадка миссис Коломбо», «Коломбо идёт на гильотину»). Момент истины настает, обычно, когда преступник предпринимает какой-либо решительный шаг, не догадываясь, что идёт в ловушку.
В развязке, как правило, Коломбо либо находит решающую улику и предъявляет её преступнику, либо, если улик для суда недостаточно, Коломбо создаёт ловушку, попав в которую, преступник приводит себя к саморазоблачению.
Несколько серий отличаются от стандартной схемы: в сериях «Последний салют командору» (англ. Last Salute to the Commodore) и «Синица в руках» (англ. A Bird in the Hand) не показан момент убийства, а только подготовка к преступлению или заметание следов. Серия «Коломбо сеет панику» (англ. Columbo cries wolf) построена по тому же принципу, как и упомянутые выше, но там имела место инсценировка убийства, а само убийство произошло после окончания расследования. Серии «Умереть некогда» (англ. No time to die, дословный перевод «Нет времени умереть») и «Маскарад» (англ. Undercover, дословный перевод «Под прикрытием») выбиваются из общего стиля сериала и представляют собой скорее динамичные полицейские боевики.

## Образ главного героя
О биографии Коломбо, по сюжету сериала, известно немного. Он американец итальянского происхождения, о чём говорит его фамилия, умеет говорить по-итальянски, готовит блюда итальянской кухни. Имя лейтенанта Коломбо в сериале нигде не фигурирует, хотя в одной из серий на полицейском удостоверении Коломбо поклонники разглядели имя Фрэнк; позднее создатели сериала заявили, что это была ошибка художника-бутафора, имя Коломбо должно было остаться неизвестным. В молодости, во время Корейской войны, Коломбо служил в военной полиции, о чём сам упоминает в одном из эпизодов. Начинал работать в полиции Нью-Йорка, затем переехал в Лос-Анджелес. У Коломбо есть жена, о которой он часто говорит, но в кадре она ни разу не появляется. Дети не упоминаются, хотя в серии «Старый портвейн» он говорит, что придёт с женой, если они найдут няню. Но в серии «Загадка миссис Коломбо» в разговоре с подозреваемой Вивиан Димитри говорит, что детей у него с миссис Коломбо никогда не было. Также он говорит, что у миссис Коломбо есть сестра Рут, которая оставляет постоянно своих детей у них. Во второй серии одиннадцатого сезона становится известно, что у него есть племянник Энди Парма, тоже полицейский, сын умершей сестры Коломбо Мэри и её мужа Дэна. В середине сериала в семье Коломбо появляется чрезвычайно ленивая и бестолковая собака породы бассет-хаунд, у которой нет клички — Коломбо зовёт собаку просто Псом и очень её любит.
Коломбо ездит на довольно редком французском автомобиле Peugeot 403 с кузовом кабриолет 1955 года выпуска, очень изношенном. «Пежо» часто ломается, да и водитель Коломбо неважный, зато он может с полным правом сказать владельцу «роллс-ройса» или «ягуара»: «У меня тоже импортная классическая машина». Лейтенант постоянно курит дешёвые сигары, любит чили, но терпеть не может устрицы, от которых ему становится плохо. Очень боится высоты, хотя в интересах следствия вынужден часто преодолевать свой страх. Коломбо постоянно, в любую погоду, одет в старый мятый бежевый плащ и дешёвый костюм. По внешнему виду можно предположить, что бытовые вопросы Коломбо волнуют мало, зато он чрезвычайно увлечён своей работой; в сериале лейтенант много раз говорит, что очень любит работу детектива. Находясь в хорошем расположении духа или приблизившись к разгадке преступления, любит напевать мелодию песни This Old Man.
Звание лейтенанта в американской полиции значительно выше звания лейтенанта в полиции России и стран бывшего СССР. В США лейтенанты, как правило, занимают должности заместителя начальника отдела убийств (реже — начальника отдела убийств). Лейтенант возглавляет расследование наиболее громких и сложных преступлений, руководит младшими по рангу детективами и контролирует их работу, много занимается административной работой и проверкой отчётности, при необходимости исполняет обязанности начальника отдела (капитана). В полиции Лос-Анджелеса не существует упоминаемого в сериале Департамента убийств (англ. Homicide Department); в действительности существует Специальный подотдел убийств Отдела убийств и ограблений Департамента полиции Лос-Анджелеса (англ. Homicide Special Section of Robbery-Homicide Division of LAPD). Отдел убийств и ограблений был образован в 1969 году, спустя год после запуска сериала, путём слияния Отдела убийств и Отдела ограблений. Специальный подотдел убийств возглавляет лейтенант, подотдел занимается расследованием серийных и массовых убийств, убийств путём поджога, резонансных убийств и случаев покушения на офицеров полиции.

## История создания
Поначалу Питер Фальк отказывался сниматься в сериале. Он часто появлялся на телевидении и не хотел стать заложником образа адвоката или полицейского из сериала. Но после долгих переговоров с продюсерами Фальк всё-таки согласился сняться в пилотном выпуске под названием «Рецепт убийства», вышедшем на экраны в 1968 году. Пилотный выпуск имел большой успех, и начались приготовления к съёмкам первых эпизодов «Коломбо», вышедших, однако, только в 1971 году. «Коломбо» отличался от любого другого сериала того времени о полицейском-детективе тем, что его главный герой — обычный простой человек, ничем не напоминающий детектива из отдела убийств; он носит мешковатые костюмы, беспокоится о своей жене и держит собаку.
Продюсеры переживали, что зрителям наскучит запутанный, но малодинамичный сюжет, и не раз пытались ввести элементы, связанные с сексом или жестоким насилием. Но Фальк всячески отвергал эти решения.
Фальк отличался от других телевизионных актёров тем, что требовал предоставить ему больше времени, чтобы как следует отрепетировать сцену. Он запомнился высокими требованиями, которые он выдвигал сценаристам и продюсерам. «Питер был как заноза, — вспоминает Уильям Линк, — у него было твёрдое предубеждение относительно наших сценариев, он не принимал никаких изменений им же установленных стандартов. Устав спорить, мы позволили ему написать собственный сценарий, чтобы доказать, насколько это трудно». Ричард Левинсон вспоминает, что та съёмка вместо положенных двенадцати длилась тринадцать или четырнадцать дней: «Он уговорил нас, что так для фильма будет намного лучше».
Разочаровавшись в работе сценаристов, Фальк в 1977 году ушёл из проекта. Вернувшись в 1989 году, Фальк не стал более податливым в вопросах съёмочного процесса и отказывался работать за гонорар меньше 600 000 долларов за один эпизод. «Дело не в деньгах, дело — в принципе, — уверял актёр. — Я хочу, чтобы они знали, что я серьёзно отношусь к работе, и эта работа должна быть самого высокого качества».

## Эпизоды

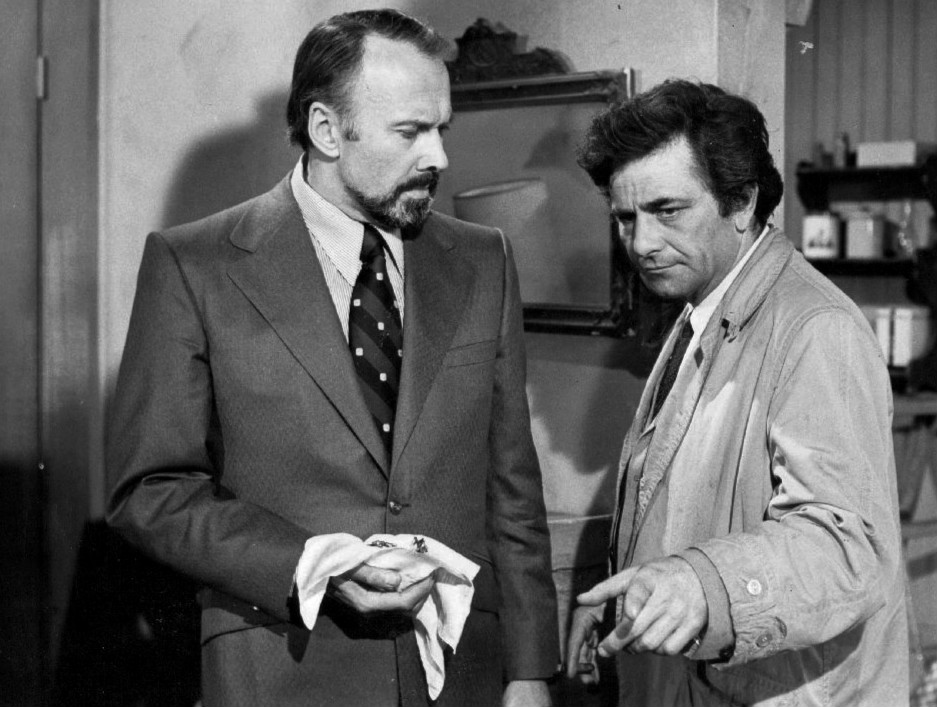
Ричард Кили и Питер Фальк в восьмом эпизоде третьего сезона под названием «Настоящий друг», который вышел в эфир 5 мая 1974 года.

## Награды и номинации
| Год  | Премия           | Категория                                                                  | Лауреаты и номинанты                                   | Результат |
| ---- | ---------------- | -------------------------------------------------------------------------- | ------------------------------------------------------ | --------- |
| 1972 | «Золотой глобус» | Лучшая мужская роль в драматическом сериале                                | Питер Фальк                                            | Номинация |
| 1973 | «Золотой глобус» | Лучшая мужская роль в драматическом сериале                                | Питер Фальк                                            | Победа    |
| 1974 | «Золотой глобус» | Лучший драматический сериал                                                |                                                        | Номинация |
| 1974 | «Золотой глобус» | Лучшая мужская роль в драматическом сериале                                | Питер Фальк                                            | Номинация |
| 1975 | «Золотой глобус» | Лучший драматический сериал                                                |                                                        | Номинация |
| 1975 | «Золотой глобус» | Лучшая мужская роль в драматическом сериале                                | Питер Фальк                                            | Номинация |
| 1976 | «Золотой глобус» | Лучший драматический сериал                                                |                                                        | Номинация |
| 1976 | «Золотой глобус» | Лучшая мужская роль в драматическом сериале                                | Питер Фальк                                            | Номинация |
| 1977 | «Эмми»           | Лучшая мужская роль в драматическом телесериале                            | Питер Фальк                                            | Номинация |
| 1978 | «Эмми»           | Лучший драматический сериал                                                |                                                        | Номинация |
| 1978 | «Эмми»           | Лучшая мужская роль в драматическом сериале                                | Питер Фальк                                            | Номинация |
| 1978 | «Эмми»           | Лучшая музыка к сериалу                                                    |                                                        | Номинация |
| 1978 | «Эмми»           | Лучший монтаж телесериала                                                  |                                                        | Номинация |
| 1978 | «Золотой глобус» | Лучший драматический сериал                                                |                                                        | Номинация |
| 1978 | «Золотой глобус» | Лучшая мужская роль в драматическом сериале                                | Питер Фальк                                            | Номинация |
| 1990 | «Эмми»           | Лучшая мужская роль в драматическом сериале                                | Питер Фальк                                            | Номинация |
| 1990 | «Эмми»           | Лучший приглашённый актёр в драматическом телесериале                      | Патрик Макгуэн (эпизод «Сценарий убийства»)            | Победа    |
| 1991 | «Золотой глобус» | Лучшая мужская роль в драматическом сериале                                | Питер Фальк                                            | Номинация |
| 1991 | «Эмми»           | Лучшая мужская роль в драматическом сериале                                | Питер Фальк                                            | Номинация |
| 1991 | «Эмми»           | Лучший приглашённый актёр в драматическом телесериале                      | Дэбни Коулмен (эпизод «Коломбо и убийство рок-звезды») | Номинация |
| 1992 | «Золотой глобус» | Лучшая мужская роль — мини-сериал или телефильм                            | Питер Фальк (эпизод «Коломбо и убийство рок-звезды»)   | Номинация |
| 1994 | «Эмми»           | Лучшая мужская роль в драматическом сериале                                | Питер Фальк                                            | Номинация |
| 1994 | «Эмми»           | Лучшая приглашённая актриса в драматическом телесериале                    | Фэй Данауэй (эпизод «Всё поставлено на карту»)         | Победа    |
| 1994 | «Золотой глобус» | Лучший мини-сериал или телефильм                                           | «Всё поставлено на карту»                              | Номинация |
| 1994 | «Золотой глобус» | Лучшая мужская роль — мини-сериал или телефильм                            | Питер Фальк                                            | Номинация |
| 1994 | «Золотой глобус» | Премия «Золотой глобус» за лучшую женскую роль — мини-сериал или телефильм | Фэй Данауэй (эпизод «Всё поставлено на карту»)         | Номинация |